# We Global
We Global – trzeci album amerykańskiego didżeja i członka grupy Terror Squad DJ-a Khaleda. Album został wydany 16 września 2008 r. Na płycie można usłyszeć takich raperów jak: The Game, T-Pain, Bun B, Rick Ross, Kanye West, Ace Hood, Akon, Fat Joe, Flo Rida i inni.

## Lista utworów
| #  | Tytuł                                        | Gościnnie                                                                    | Producent(ci)   | Czas |
| -- | -------------------------------------------- | ---------------------------------------------------------------------------- | --------------- | ---- |
| 1  | "Standing On The Mountain Top"               | Ace Hood & Pooh Bear                                                         | DJ Khaled       | 2:36 |
| 2  | "Go Hard"                                    | Kanye West & T-Pain                                                          | The Runners     | 4:32 |
| 3  | "Out Here Grindin"                           | Akon, Rick Ross, Plies, Lil Boosie, Ace Hood, & Trick Daddy                  | The Runners     | 3:57 |
| 4  | "Go Ahead"                                   | Fabolous, Flo Rida, Fat Joe, Rick Ross & Lloyd                               | The Runners     | 4:04 |
| 5  | "I'm On"                                     | Nas & Cool                                                                   | Cool & Dre      | 4:24 |
| 6  | "Game"                                       | The Game                                                                     | The Inkredibles | 4:21 |
| 7  | "We Global"                                  | Trey Songz, Fat Joe & Ray J                                                  | The Runners     | 3:22 |
| 8  | "She’s Fine"                                 | Busta Rhymes, Missy Elliott & Sean Paul                                      | Danja           | 3:22 |
| 9  | "Final Warning"                              | Rock City, Ace Hood, Blood Raw, Bali, Lil Scrappy, Shawty Lo, Brisco & Bun B | The Inkredibles | 4:16 |
| 10 | "Fuck The Other Side"                        | Dunk Ryders & Trick Daddy                                                    | Gold Ru$h       | 3:43 |
| 11 | "Bullet"                                     | Rick Ross & Baby Cham                                                        | DJ Nasty & LVM  | 4:08 |
| 12 | "Blood Money"                                | Brisco, Rick Ross, Ace Hood & Birdman                                        | Isaac Opus      | 4:55 |
| 13 | "Defend Dade"                                | Pitbull & Casely                                                             | Diaz Brothers   | 4:36 |
| *  | "Foolish" (Remix) (Best Buy Exclusive)       | Shawty Lo, Birdman, Rick Ross & Jim Jones                                    | DJ Montay       | 3:59 |
| *  | "I'm the Shit" (Best Buy Exclusive)          | Ball Greezy, Brisco & Ace Hood                                               | Gorilla Tek     | 3:46 |
| *  | "Vibing" (Remix) (Best Buy Exclusive)        | Piccalo & Ace Hood                                                           | J-Rock          | 3:44 |
| *  | "What You Gonna Do to Me" (iTunes Exclusive) | Fat Joe & K.A.R. (Rob Cash, Pistol Pete & Mike Beck)                         |                 | 3:33 |